# ولنی ده مونته
شهر ولنی ده مونته (به رومانیایی: Vălenii de Munte) در شهرستان پرهوا در کشور رومانی واقع شده‌است. جمعیت این شهر ۱۳٬۸۹۸ نفر  است.